# Biblioteka Główna Uniwersytetu Ekonomicznego w Katowicach
Biblioteka Główna Uniwersytetu Ekonomicznego w Katowicach – biblioteka akademicka Uniwersytetu Ekonomicznego w Katowicach, założona w 1939 roku, współtworzy Centrum Informacji Naukowej i Bibliotekę Akademicką w Katowicach.

## Historia

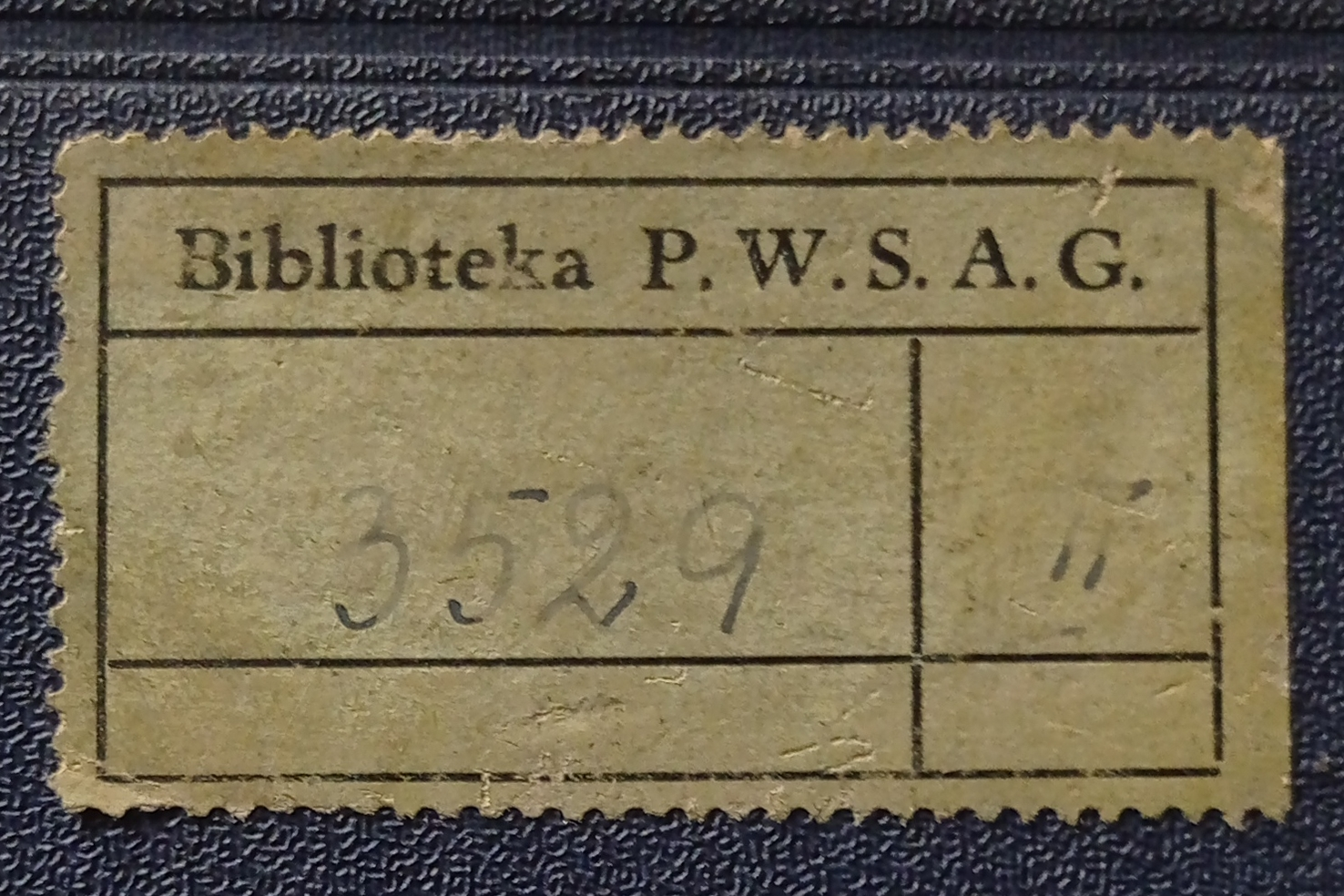
Nalepka biblioteki PWSAG z sygnaturą

Początki biblioteki sięgają 1939 roku, kiedy to prywatne Wyższe Studium Nauk Społeczno-Gospodarczych zebrało księgozbiór własny do celów dydaktycznych oraz przyjęło zbiory z daru Śląsko-Dąbrowskiego Oddziału Polskiego Towarzystwa Statystycznego (wcześniej studenci korzystali ze zbiorów Biblioteki Sejmu Śląskiego oraz Biblioteki Śląskich Technicznych Zakładów Naukowych). Podczas II wojny światowej zbiory biblioteki uległy rozproszeniu. Po zakończeniu wojny księgozbiór biblioteki zaczęto kompletować od podstaw, w książnicy pracowało wówczas 3 pracowników na 126 m², zasiliły ją zasoby Książnicy Zbiorów Zabezpieczonych w Katowicach oraz Poznaniu, część nabytków stanowiły zakupy antykwaryczne. Po upaństwowieniu uczelni w 1948 roku książnica przyjęła nazwę Biblioteki Głównej Wyższej Szkoły Ekonomicznej w Katowicach, jej ówczesną siedzibą był ratusz gminy Bogucice do 1967 roku. Biblioteka została przeniesiona do budynku przy ul. Bogucickiej 3 w 1968 roku. Biblioteka liczyła pięć oddziałów, obsługiwanych przez około 50 pracowników, a jej powierzchnia wynosiła 1253 m². Czytelnia Główna dysponowała 132 miejscami, Czytelnia Naukowa i Prasy Zagranicznej – 20 miejscami, a Czytelnia Oddziału Informacji Naukowej – 17 miejscami. W 1974 roku nazwa uczelni zmieniła nazwę na Akademię Ekonomiczną im. Karola Adamieckiego, co skutkowało również zmianą nazwy biblioteki. Komputeryzacja biblioteki rozpoczęła się w 1990 roku. Biblioteka weszła w skład utworzonego w 1995 roku Górnośląskiego Konsorcjum Bibliotek Naukowych razem z Biblioteką Uniwersytetu Śląskiego i Biblioteką Uniwersytetu Opolskiego. W skład książnicy wchodziło 8 bibliotek katedralnych i biblioteki ośrodków zamiejscowych: Bielskiego Ośrodka Naukowo-Dydaktycznego (BOND, ul. Dworkowa 5) i Rybnickiego Ośrodka Naukowo-Dydaktycznego (ROND).  
Od 1 października 2010 roku Akademia Ekonomiczna została przemianowana Uniwersytet Ekonomiczny w Katowicach, co skutkowało analogiczną zmianą nazewnictwa książnicy. 28 maja 2010 roku wmurowano akt erekcyjny pod budowę nowej siedziby Centrum Informacji Naukowej i Biblioteki Akademickiej, dyrektorką biblioteki była wówczas Barbara Zajączkowska. Biblioteka rozpoczęła działalność w nowym budynku od 2012 roku. W 2022 roku biblioteka została włączona do ogólnokrajowej sieci bibliotecznej przez ministra kultury i dziedzictwa narodowego, Piotra Glińskiego.

## Działalność i struktura
Biblioteka Główna Uniwersytetu Ekonomicznego działa w gmachu Centrum Informacji Naukowej i Biblioteki Akademickiej przy ul. Bankowej 11a w Katowicach wraz z Biblioteką Uniwersytetu Śląskiego. Biblioteka w gromadzeniu, opracowaniu i udostępnianiu zbiorów korzysta z systemu Prolib od 1994 roku.
Dyrektorem biblioteki oraz zastępcą Dyrektora Centrum Informacji Naukowej i Biblioteki Akademickiej jest dr Radosław Jeż. 
Poza Biblioteką Główną uczelnia dysponuje Biblioteką Specjalistyczną z oddziałami w Katowicach (w Centrum Nowoczesnych Technologii Informatycznych) oraz w Rybniku (ul. Rudzka 13c).

## Zbiory
Jej księgozbiór z uwagi na profil uczelni składa się w dużej części z literatury poświęconej ekonomii, jest to największy zbiór literatury poświęconej tej nauce na Górnym Śląsku. Ponadto biblioteka posiada zbiory m.in. z zakresu nauk politycznych, filozofii, socjologii, nauk prawnych, towaroznawstwa, a dawniej także beletrystykę (11 000 woluminów w 2000 roku). W 2000 roku księgozbiór liczył 287 710 woluminów wydawnictw zwartych i 23 676 woluminów wydawnictw ciągłych, a także 34 437 woluminów zbiorów specjalnych.

## Galeria

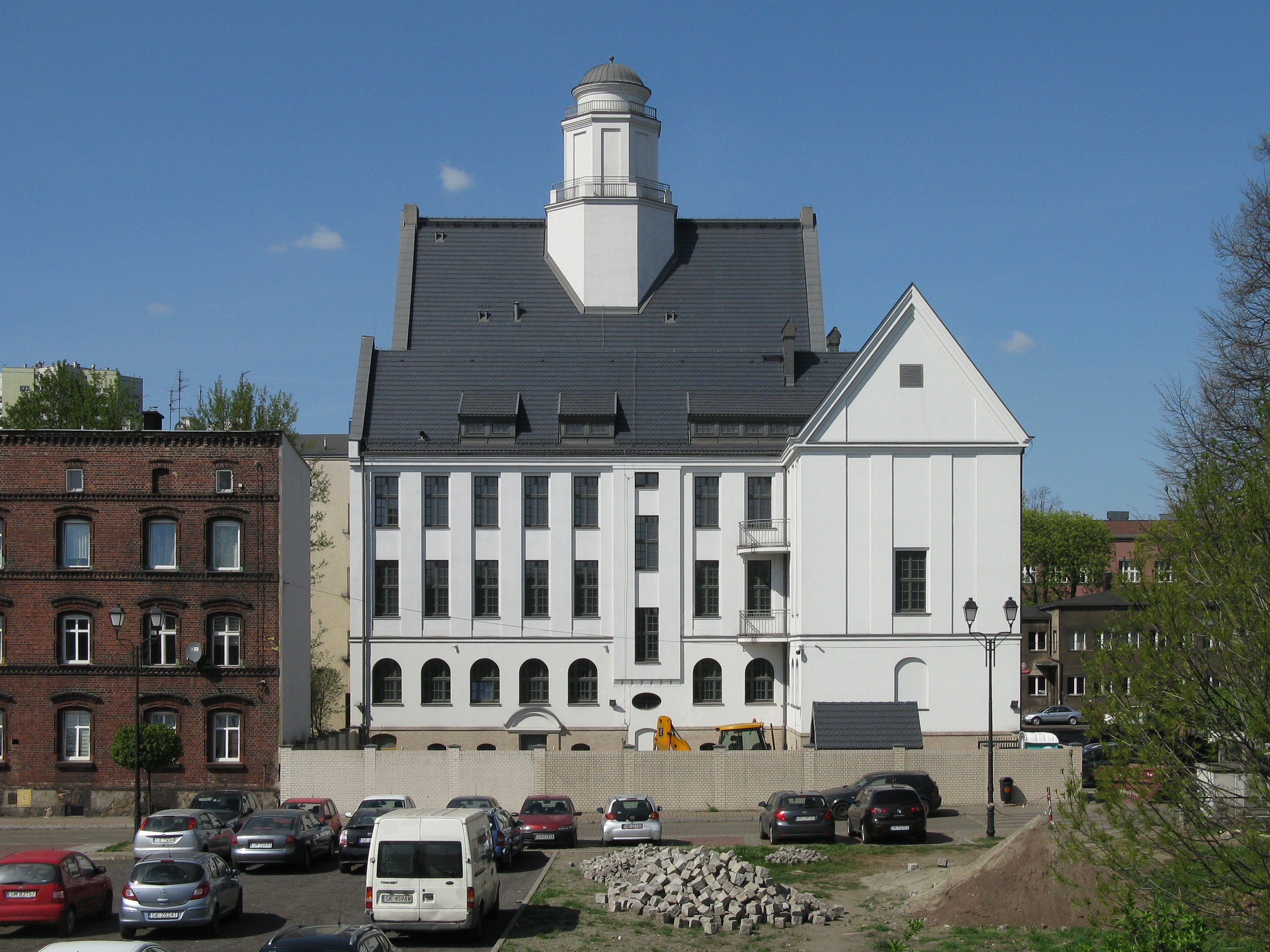
Dawny ratusz gminy Bogucice, siedziba biblioteki do 1967 roku
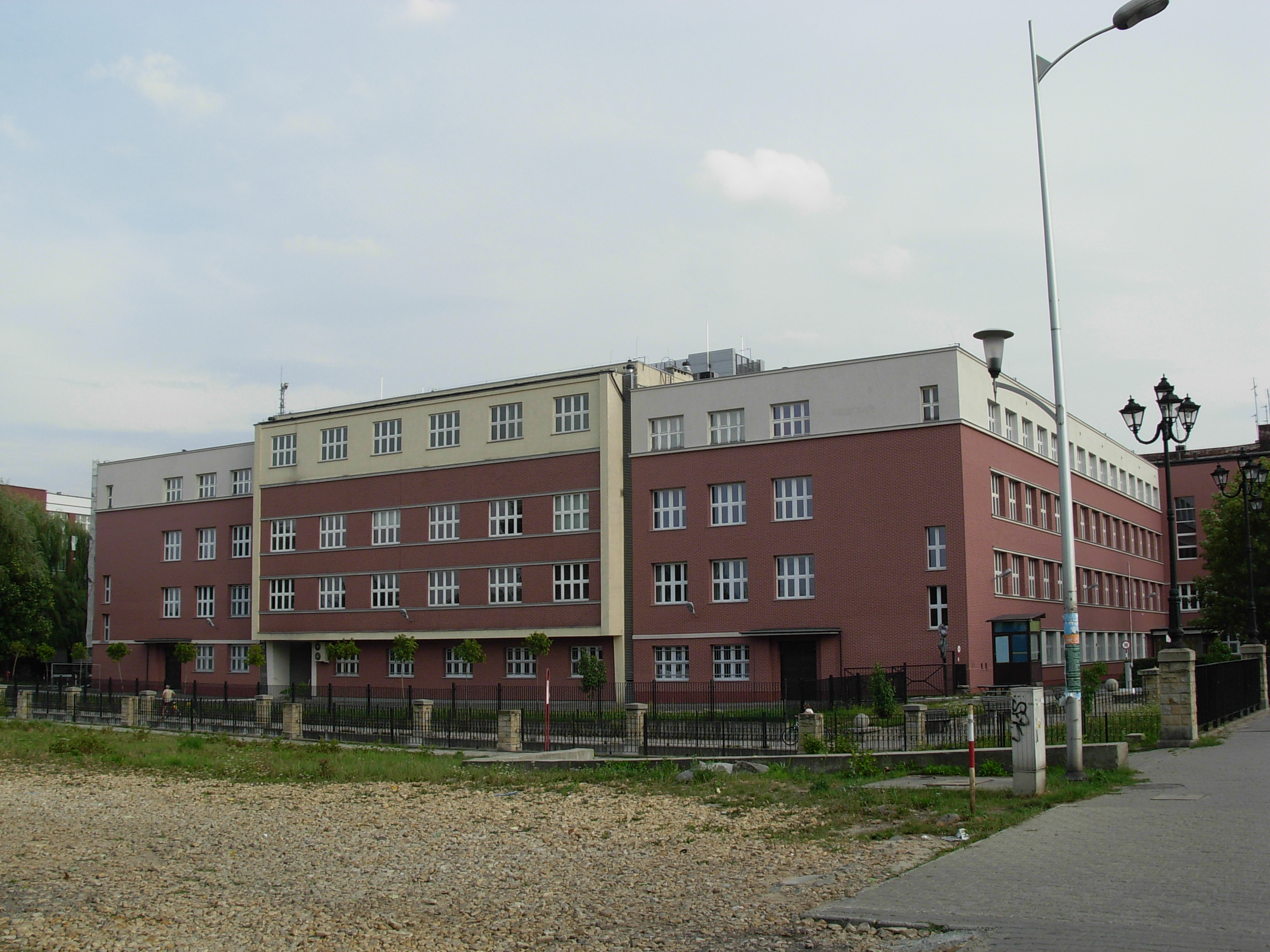
Budynek A, siedziba biblioteki od 1968 do 2012 roku
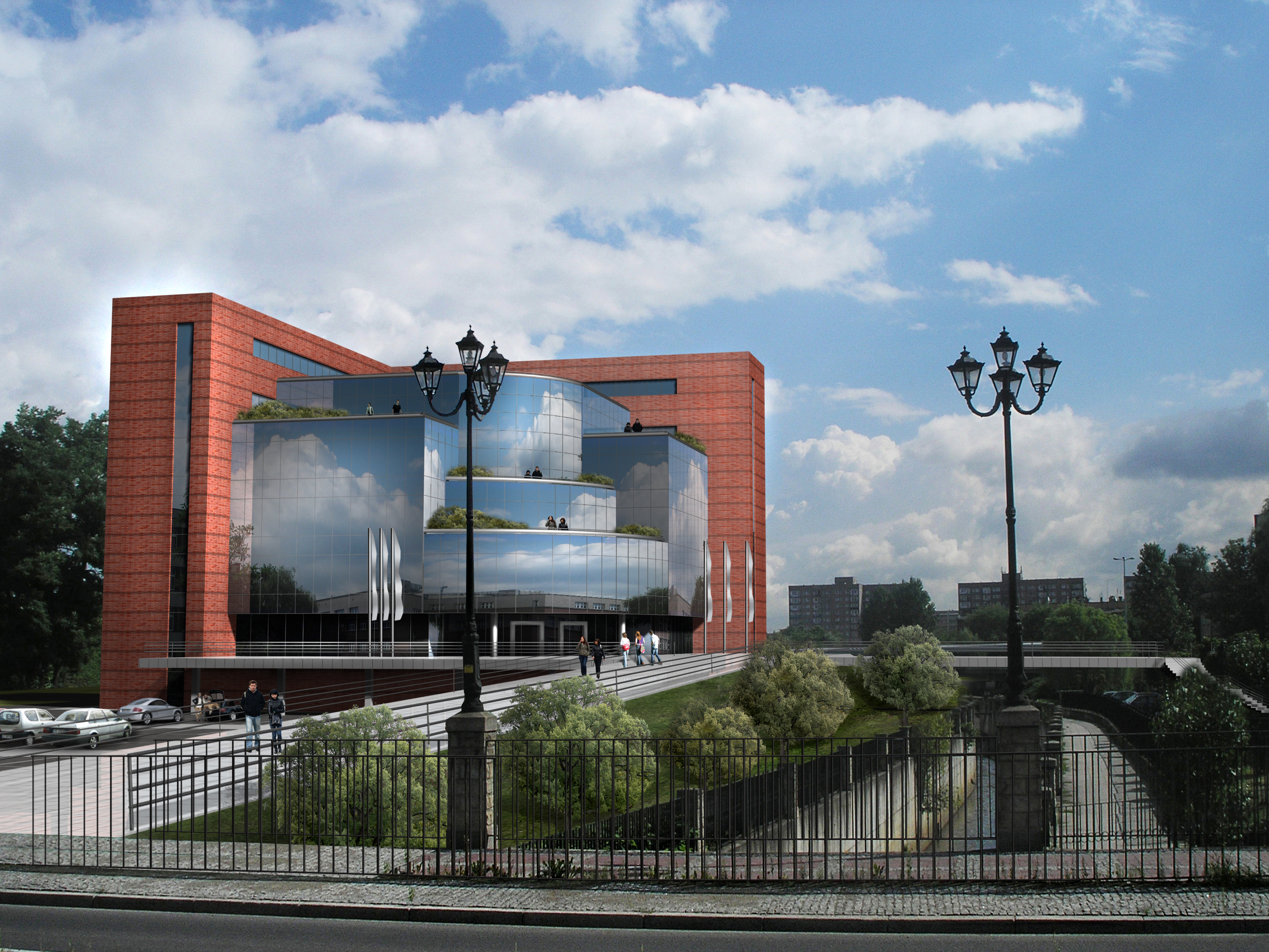
Centrum Nowoczesnych Technologii Informatycznych w Katowicach, siedziba oddziału Biblioteki Specjalistycznej
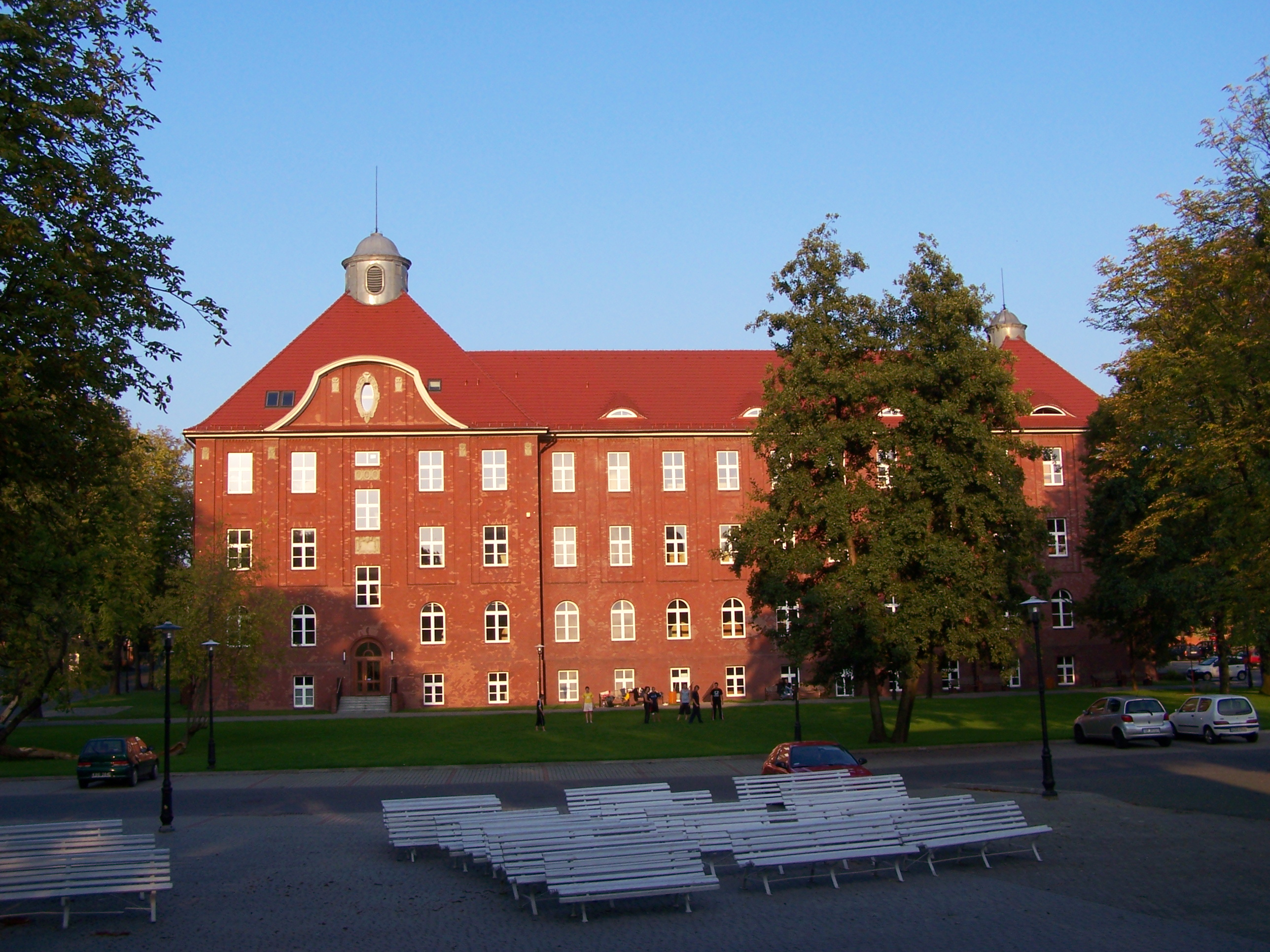
Filia Uniwersytetu Ekonomicznego w Katowicach w Rybniku, siedziba oddziału Biblioteki Specjalistycznej
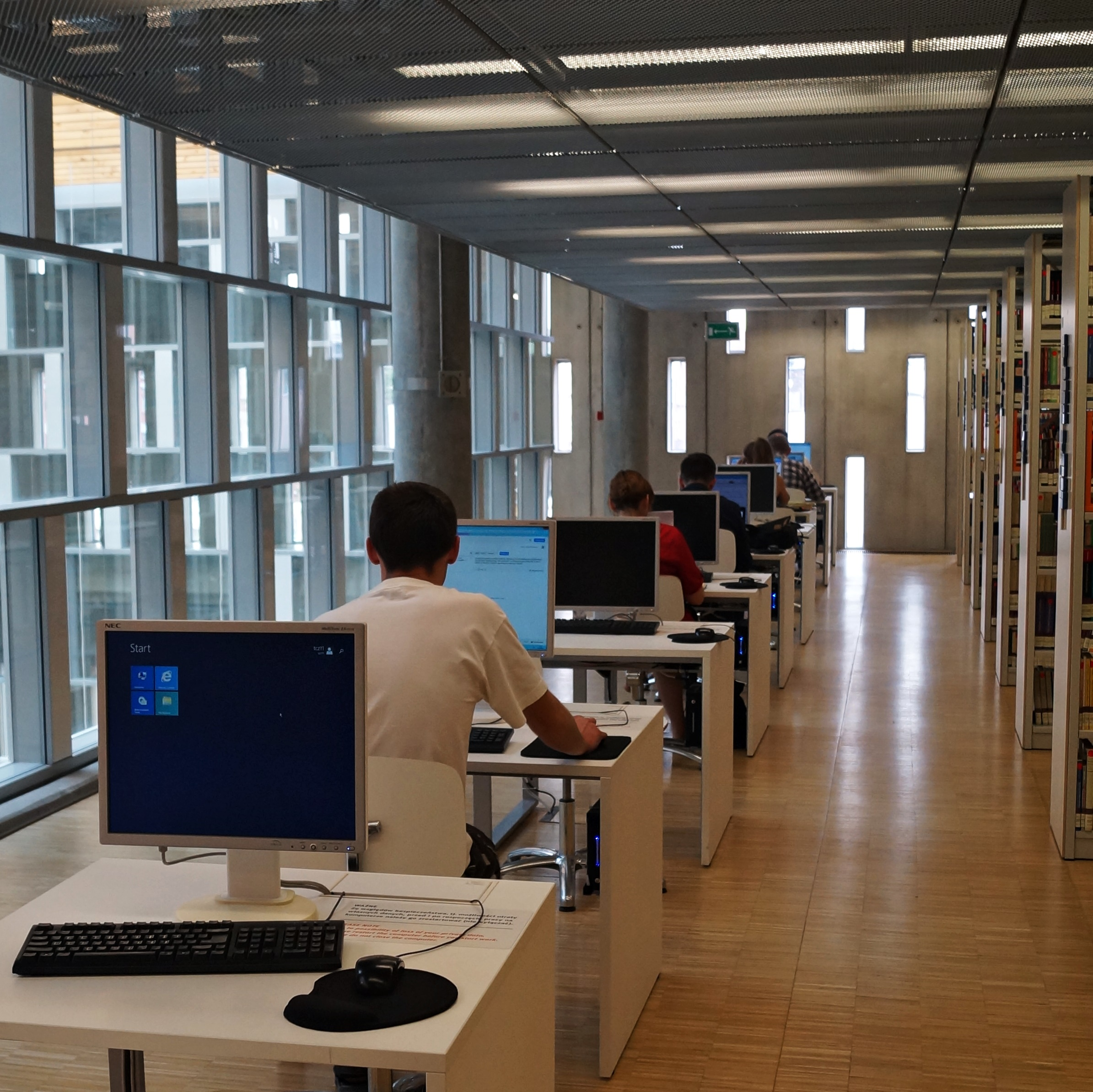
Stanowiska komputerowe dla czytelników
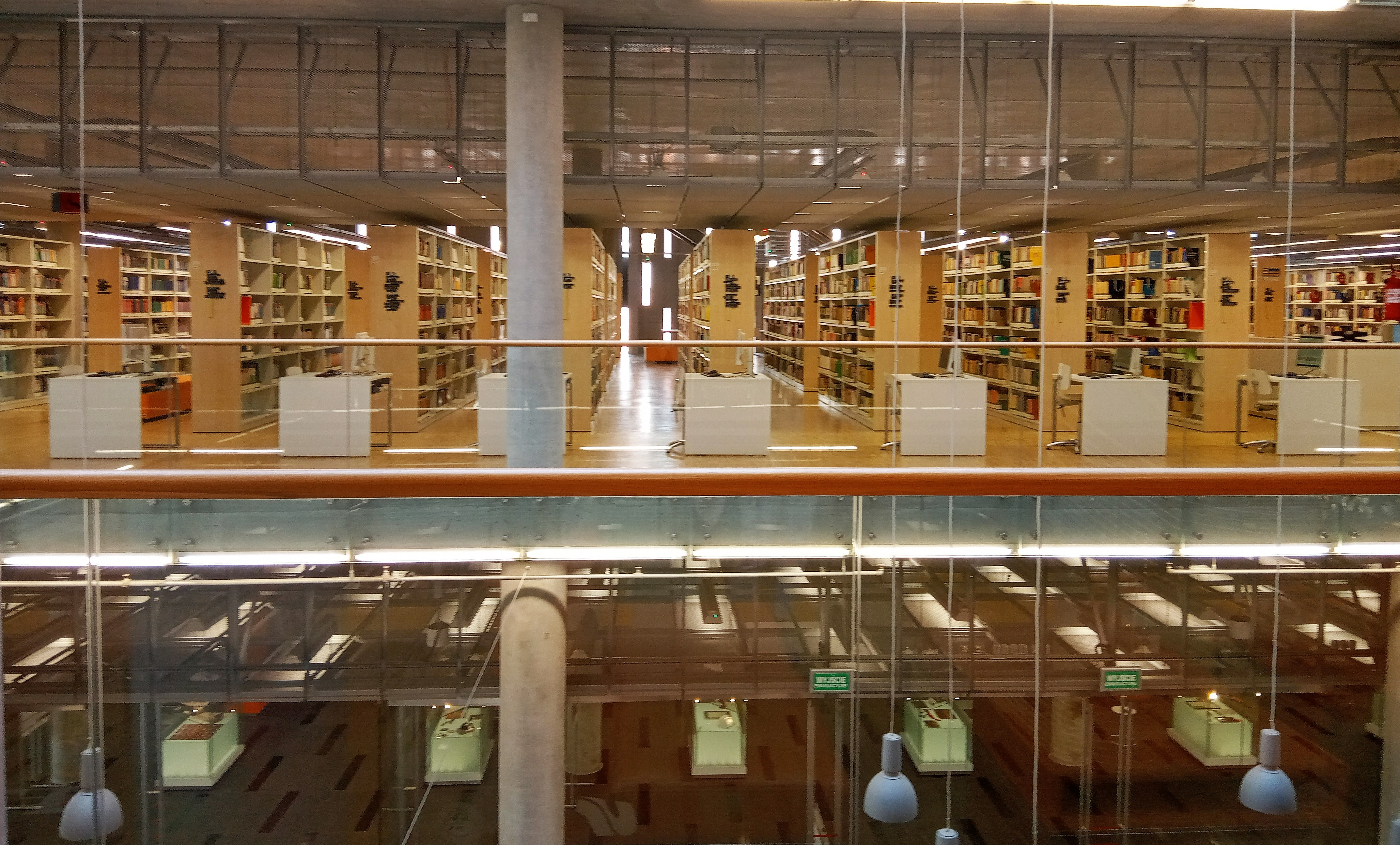
CINiBA, otwarty dostęp
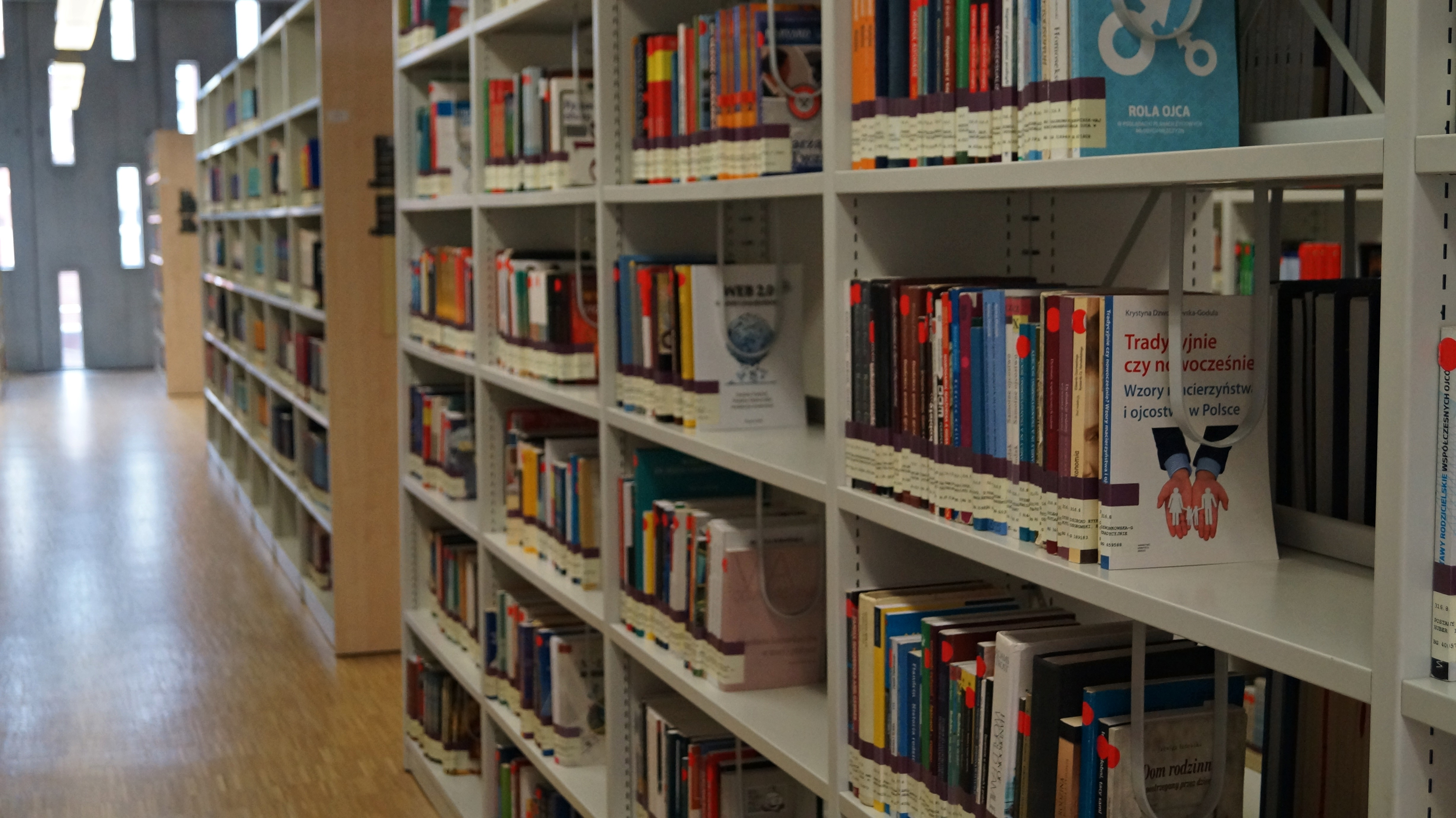
CINiBA, zbiory – otwarty dostęp
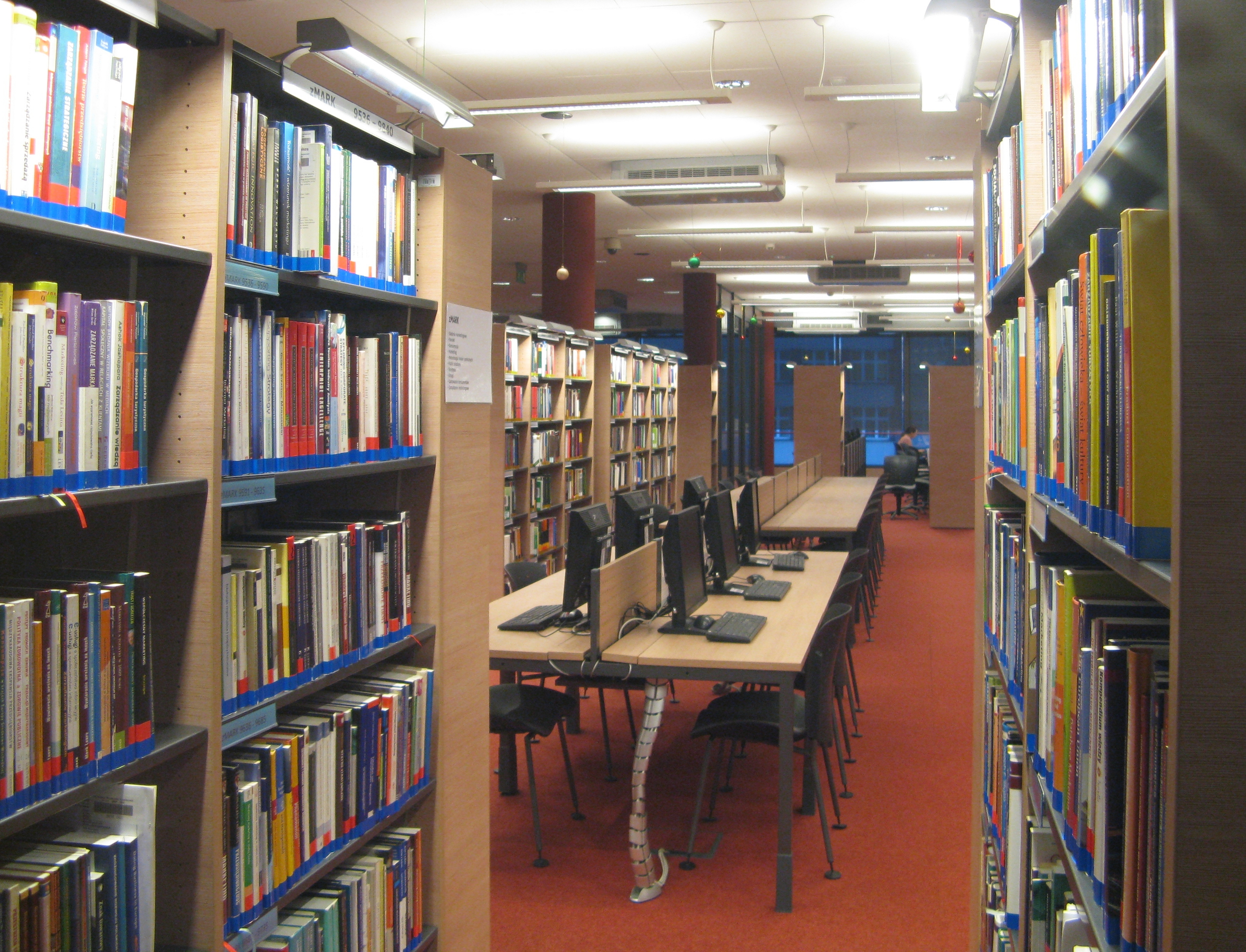
Biblioteka Specjalistyczna w CNTI